# Raggatt Mountains
Raggatt Mountains är ett berg i Antarktis. Det ligger i Östantarktis. Australien gör anspråk på området. Toppen på Raggatt Mountains är 256 meter över havet.
Terrängen runt Raggatt Mountains är kuperad åt nordost, men åt sydväst är den platt. Trakten är obefolkad. Det finns inga samhällen i närheten. 